# Nested Try-Catch
Em Engenharia de Software, o conceito de concisão e correção leva a criação de diversos Design Patterns que buscam resolver problemas conhecidos, de maneira documentada. Um dos principais problemas que existem no desenvolvimento de software, especialmente no que diz respeito à linguagens orientadas a objetos é o de tratamento de exceções. 
O conceito de Nested Try-Catch, desenvolvido por experientes analistas de sistemas brasileiros, resolve de maneira muito elegante este problema

## Problema
Suponha que você quer abrir um arquivo em Java. Como todos sabemos, ao ler um arquivo, pode ser lançada uma exceção, que deve ser tratada:
```
    
try
 
{
    

        
FileInputStream
 
fin
=
new
 
FileInputStream
(
"D:\\testout.txt"
);
    

        
int
 
i
=
fin
.
read
();
  

        
System
.
out
.
print
((
char
)
i
);
    

  

        
fin
.
close
();
    

    
}
 
catch
(
Exception
 
e
)
 
{

        
System
.
out
.
println
(
e
);

    
}

```

Ora, se eu receber uma exception, o arquivo não é lido!
O pattern Nested try-catch nos ajuda a resolver de maneira muito elegante o problema encontrado acima.

## Solução usando Nested Try-Catch
A definição do pattern Nested Try-Catch diz o seguinte:
Se eu recebo uma exception chamando um trecho de código, o melhor meio de resolver esse problema é chamando o código de novo dentro da exception.
Analisando o código acima, ao transportá-lo para o pattern, temos a seguinte situação:
```
    
try
 
{
    

        
FileInputStream
 
fin
=
new
 
FileInputStream
(
"D:\\testout.txt"
);
    

        
int
 
i
=
fin
.
read
();
  

        
System
.
out
.
print
((
char
)
i
);
    

  

        
fin
.
close
();
    

    
}
 
catch
(
Exception
 
e
)
 
{

        
try
 
{
    

            
FileInputStream
 
fin
=
new
 
FileInputStream
(
"D:\\testout.txt"
);
    

            
int
 
i
=
fin
.
read
();
  

            
System
.
out
.
print
((
char
)
i
);
    

            
fin
.
close
();
    

        
}
 
catch
(
Exception
 
e
)
 
{

            
//Podemos repetir quantas vezes for necessário!

            
//Ou mesmo chamar em loop...

        
}
 

    
}

```

Olhando o código acima, temos 2x mais certeza que ele funciona e terá o resultado desejado, uma vez que a execução dele será feita mesmo em caso de exceção (por exemplo, o arquivo estava sendo acessado por outro processo).
Com isso, podemos concluir que:
- O padrão Nested Try-Catch aumenta a confiabilidade do código;
- Diminui a quantidade de erros de execução (exceção);
- Deixa o código mais legível;
- É thread-safe;
- Pode ser aplicado em qualquer situação e em qualquer linguagem.